# Hamadi Krouma
Hamadi Krouma, anciennement Damrémont durant la période de la colonisation française, est une commune de la wilaya de Skikda en Algérie.

## Histoire
Le centre de population du village de Damrémont a été créé par arrêté du 26 août 1844 à cinq kilomètres au sud-est de Philippeville (actuelle Skikda). Ses alignements sont fixés en mai 1854 et il devient une annexe de Philippeville. Son nom rend alors hommage au Gouverneur général de l'Algérie, Charles Marie Denys de Damrémont, tué devant Constantine le 12 octobre 1837.